# Alopecosa solivaga katunjica
Alopecosa solivaga là một phân loài nhện trong họ Lycosidae.
Loài này thuộc chi Alopecosa. Alopecosa solivaga katunjica được Ermolajev miêu tả năm 1937.